# Остердок (Ајова)
Остердок (енгл. Osterdock) град је у америчкој савезној држави Ајова. По попису становништва из 2010. у њему је живело 59 становника.

## Демографија
Према попису становништва из 2010. у граду је живело 59 становника, што је 9 (18,0%) становника више него 2000. године.
| Група             | 2000.       | 2010.      |
| Белци             | 50 (100.0%) | 55 (93,2%) |
| Афроамериканци    | 0 (0,0%)    | 0 (0,0%)   |
| Азијати           | 0 (0,0%)    | 0 (0,0%)   |
| Хиспаноамериканци | 0 (0,0%)    | 2 (3,4%)   |
| Укупно            | 50          | 59         |